# 西裏町
西裏町（にしうらちょう）は、愛知県名古屋市東区の地名。

## 歴史

### 町名の由来
旧古井村の字西裏に由来する。元古井の西側にあたることによるという。

### 沿革
- 1936年（昭和11年）11月1日 - 東区千種町の一部により、同区西裏町として成立[3]。
- 1937年（昭和12年）10月1日 - 一部が中区に編入され、同区西裏町が成立[3]。
- 1942年（昭和17年）2月1日 - 中区西裏町の全域が、同区千郷町に編入される[4]。
- 1981年（昭和56年）9月13日 - 東区葵三丁目・新栄三丁目にそれぞれ編入され消滅[3]。